# Umírněná strana
Umírněná strana neboli Umírnění (zkratka M, švédsky Moderaterna; neoficiálně Noví umírnění, švédsky de nya Moderaterna) je švédská středopravicová politická strana. Strana se profiluje jako liberálně konzervativní. Vznikla v roce 1904, postupně působila pod různými názvy a v roce 1969 byla přejmenována na současný název. V průběhu své existence byla součástí mnoha švédských vlád. Od roku 2017 je předsedou strany Ulf Kristersson.

## Historie strany
Umírnění vznikli v roce 1904, od roku 1938 působili jako Konzervativní strana. Vzhledem ke své velké ideové vzdálenosti a dominantnímu postavení sociální demokracie zůstali Umírnění po většinu poválečného období v opozici.
Ke změně názvu došlo až v roce 1969. V letech 1976–1978 a 1979–1981 byla členem prvních nesocialistických vlád po druhé světové válce. V letech 1991–1994 měli Umírnění v další nesocialistické vládě svého premiéra, Carla Bildta. Od roku 2006 do roku 2014 byli Umírnění vládní stranou. Ve volbách v roce 2014 však koalice umírněných stran stran od středu napravo oslabila a k moci se opět dostala levice.
Předsedou strany je od 1. října roku 2017 Ulf Kristersson, který v úřadu vystřídal Annu Kinberg Batrovou. Strana se pod vedením Kristerssona posunula více napravo a otevřela se i spolupráci s do té doby izolovanou stranou Švédští demokraté. Poté, co strany po volbách v roce 2022 získaly strany od středu napravo v parlamentu těsnou většinu, vznikla vládní koalice Umírněné strany, Křesťanských demokratů a Liberálů v čele s premiérem Kristerssonem, podporovaná Švédskými demokraty.

## Ideologie
Umírněná strana tvrdí, že její ideologie je směs liberalismu a konzervatismu a odpovídá tomu, co se nazývá liberální konzervatismus.
Strana podporuje volný trh, osobní svobody, privatizaci, deregulaci, snížení daní a omezení veřejného sektoru. Nicméně, stejně jako všechny velké strany ve Švédsku kromě Švédských demokratů strana podporuje silnou imigraci a přijímání žadatelů o azyl.
Jedná se o proevropskou stranu nakloněnou členství Švédska v Evropské unii.

## Volební výsledky

### Parlamentní volby
| Rok voleb | Počet hlasů | Hlasy v % | + / -    | Počet mandátů | + / - | Umístění |
| --------- | ----------- | --------- | -------- | ------------- | ----- | -------- |
| 1970      | 573 812     | 11,5      | ▼ −1,4   | 41            | -     | 4.       |
| 1973      | 737 584     | 14,29     | ▲ +2,8   | 51            | ▲ +10 | 3.       |
| 1976      | 847 672     | 15,59     | ▲ +1,30  | 55            | ▲ +4  | 3.       |
| 1979      | 1 108 406   | 20,34     | ▲ +4,75  | 73            | ▲ +18 | 2.       |
| 1982      | 1 313 337   | 23,64     | ▲ +3,30  | 86            | ▲ +12 | 2.       |
| 1985      | 1 187 335   | 21,33     | ▼ −2,31  | 76            | ▼ −10 | 2.       |
| 1988      | 983 226     | 18,30     | ▼ −3,03  | 66            | ▼ −10 | 2.       |
| 1991      | 1 199 394   | 21,92     | ▲ +3,62  | 80            | ▲ +14 | 2.       |
| 1994      | 1 243 253   | 22,38     | ▬ +0,46  | 80            | ▬ ±0  | 2.       |
| 1998      | 1 204 926   | 22,9      | ▬ +0,52  | 82            | ▲ +2  | 2.       |
| 2002      | 809 041     | 15,26     | ▼ -7,64  | 55            | ▼ -27 | 2.       |
| 2006      | 1 456 014   | 26,23     | ▲ +10,97 | 97            | ▲ +42 | 2.       |
| 2010      | 1 791 766   | 30,06     | ▲ +3,83  | 107           | ▲ +10 | 2.       |
| 2014      | 1 403 630   | 23,2      | ▼-6,86   | 84            | ▼-23  | 2.       |
| 2018      | 1 236 496   | 19,8      | ▼-3,5    | 70            | ▼-14  | 2.       |
| 2022      | 1 237 428   | 19,1      | ▼-0,7    | 68            | ▼-2   | 3.       |

### Evropské volby
| Rok voleb | Počet hlasů | Hlasy v % | + / -   | Počet mandátů | + / - |
| --------- | ----------- | --------- | ------- | ------------- | ----- |
| 1995      | 621 568     | 23,17     | -       | 5             | -     |
| 1999      | 524 755     | 20,7      | ▼ −2,4  | 5             | ▬ ± 0 |
| 2004      | 458 398     | 18,25     | ▼ −3,1  | 4             | ▼ −1  |
| 2009      | 596 710     | 18,83     | ▬ +0,58 | 4             | ▬ ± 0 |
| 2014      | 507 488     | 13,7      | ▼-5,13  | 3             | ▼-1   |
| 2019      | 698 770     | 18,8      | ▲+3,1   | 4             | ▲+1   |

## Vedení strany
| Jméno předsedy       | Od   | Do   |
| -------------------- | ---- | ---- |
| Fredrik Östberg      | 1904 | 1905 |
| Axel Svedelius       | 1905 | 1906 |
| Hugo Tamma           | 1907 | 1908 |
| Fredrik Östberg      | 1908 | 1912 |
| Arvid Lindman        | 1912 | 1917 |
| Olof Jonsson         | 1917 | 1917 |
| Arvid Lindman        | 1917 | 1935 |
| Gösta Bagge          | 1935 | 1944 |
| Fritiof Domo         | 1944 | 1950 |
| Jarl Hjalmarson      | 1950 | 1961 |
| Gunnar Heckscher     | 1961 | 1965 |
| Yngve Holmberg       | 1965 | 1970 |
| Gösta Bohman         | 1970 | 1981 |
| Ulf Adelsohn         | 1981 | 1986 |
| Carl Bildt           | 1986 | 1999 |
| Bo Lundgren          | 1999 | 2003 |
| Fredrik Reinfeldt    | 2003 | 2015 |
| Anna Kinberg Batrová | 2015 | 2017 |
| Ulf Kristersson      | 2017 |      |